# Vestfold
Vestfold ist eine norwegische Provinz (Fylke).

## Geografie
Das Fylke Vestfold liegt westlich des Oslofjords. In Vestfold liegen zahlreiche bekannte Städte Norwegens wie Larvik, Horten, Holmestrand, Tønsberg und Sandefjord. Der Fluss Numedalslågen fließt durch das Fylke. Viele Inseln sind der Küste vorgelagert.

## Geschichte
Früher war Vestfold hauptsächlich als Heimat der norwegischen Walfangflotten bekannt. Die Küstenstädte Vestfolds konzentrieren ihre Wirtschaftskraft auf den Fischfang und Werften. Daneben bot die Holzindustrie Arbeitsplätze. Das Ackerland ist im Vergleich mit anderen Regionen Norwegens am fruchtbarsten.
Die auf den legendären Ynglinger Olaf Trätelgja zurückgehende Familie Haralds I., des ersten Königs Norwegens, stammte aus der Gegend Vestfolds. Das angeblich von Olaf gegründete Kaupang, eine Wikingerstadt, liegt ebenfalls in Vestfold und soll die erste stadtähnliche Siedlung Norwegens gewesen sein. Während des 10. Jahrhunderts begannen die hier ansässigen Könige mit der Unterwerfung freier nordischer Stämme und errichteten dadurch Norwegen.
Vor der Reform von 1919 hieß die Provinz Jarlsberg og Laurviks amt (auch Larvik) und war 1821 aus der Vereinigung der Grafschaften Jarlsberg und Larvik hervorgegangen.
Kurzzeitig (2020–2023) war es mit Telemark im Fylke Vestfold og Telemark zusammengefasst, das mit 1. Januar 2024 wieder aufgelöst wurde.

## Verwaltungsgliederung
Vestfold ist seit 2024 in sechs Kommunen unterteilt. Bis Ende 2019 gehörten zu Vestfold neun Kommunen. Die Zahl der Kommunen sank, da im Rahmen der landesweiten Kommunalreform in Norwegen zum 1. Januar 2020 einige Kommunen fusioniert wurden.
| Nr.  | Name        | Einwohner (2025) | Fläche (km²) | Sprach- form |
| ---- | ----------- | ---------------- | ------------ | ------------ |
| 3901 | Horten      | 28.039           | 70,95        | Bokmål       |
| 3903 | Holmestrand | 27.005           | 432,35       | Bokmål       |
| 3905 | Tønsberg    | 59.830           | 329,26       | neutral      |
| 3907 | Sandefjord  | 66.758           | 422,26       | Bokmål       |
| 3909 | Larvik      | 48.870           | 812,88       | neutral      |
| 3911 | Færder      | 27.569           | 99,95        | neutral      |
| 39   | Vestfold    | 258.071          | 2.167,65     | neutral      |

## Städte und Ballungsräume
Im Jahr 2024 lebten 86,5 % der Einwohner des Fylkes in einem Tettsted, also einer Siedlung, die für statistische Zwecke als eine städtische Siedlung gewertet wird. Die drei größten Tettsteder sind Tønsberg mit 55.939, Sandefjord mit 46.926 und Larvik mit 27.487 Einwohnern (Stand: 1. Januar 2024).

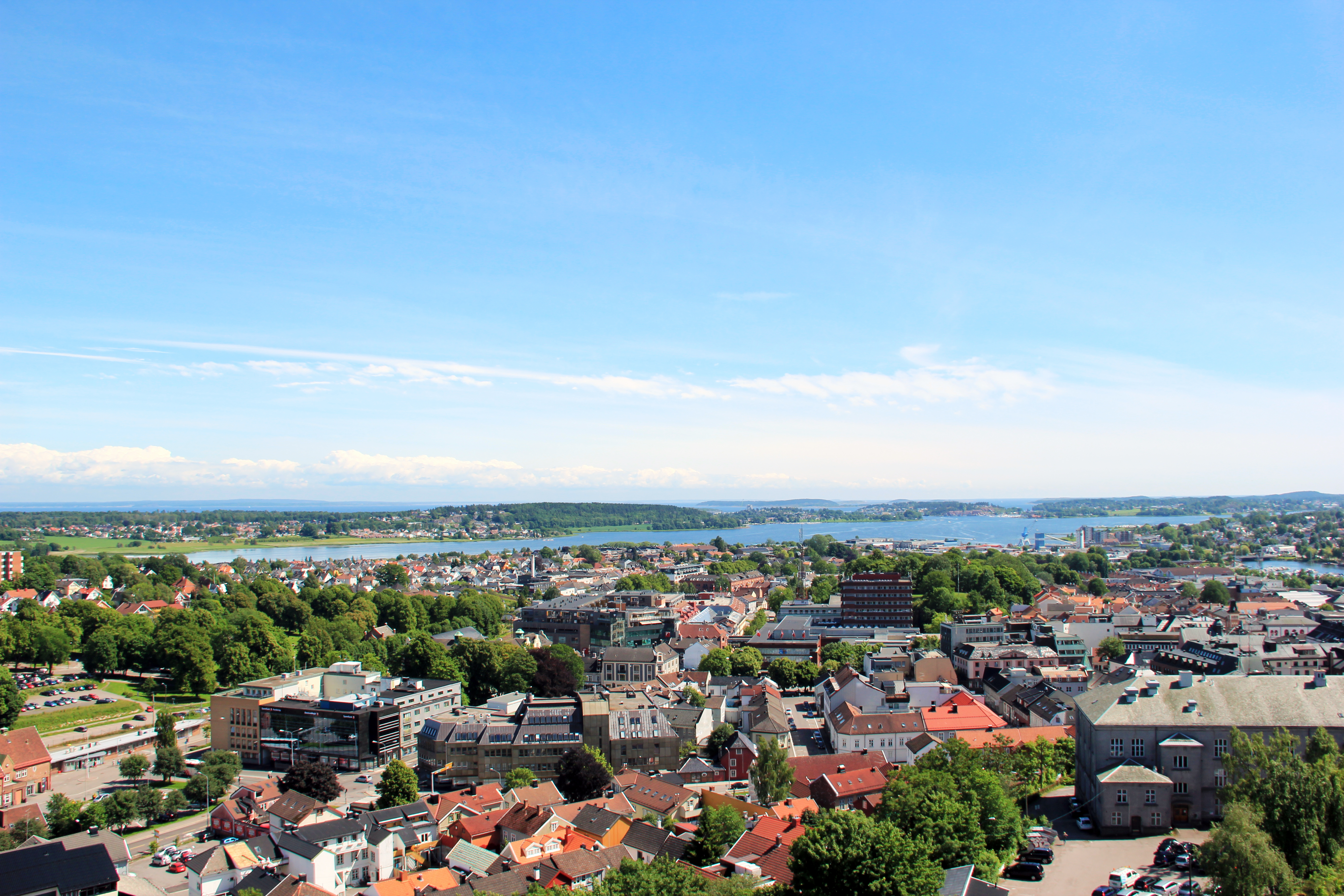
Tønsberg
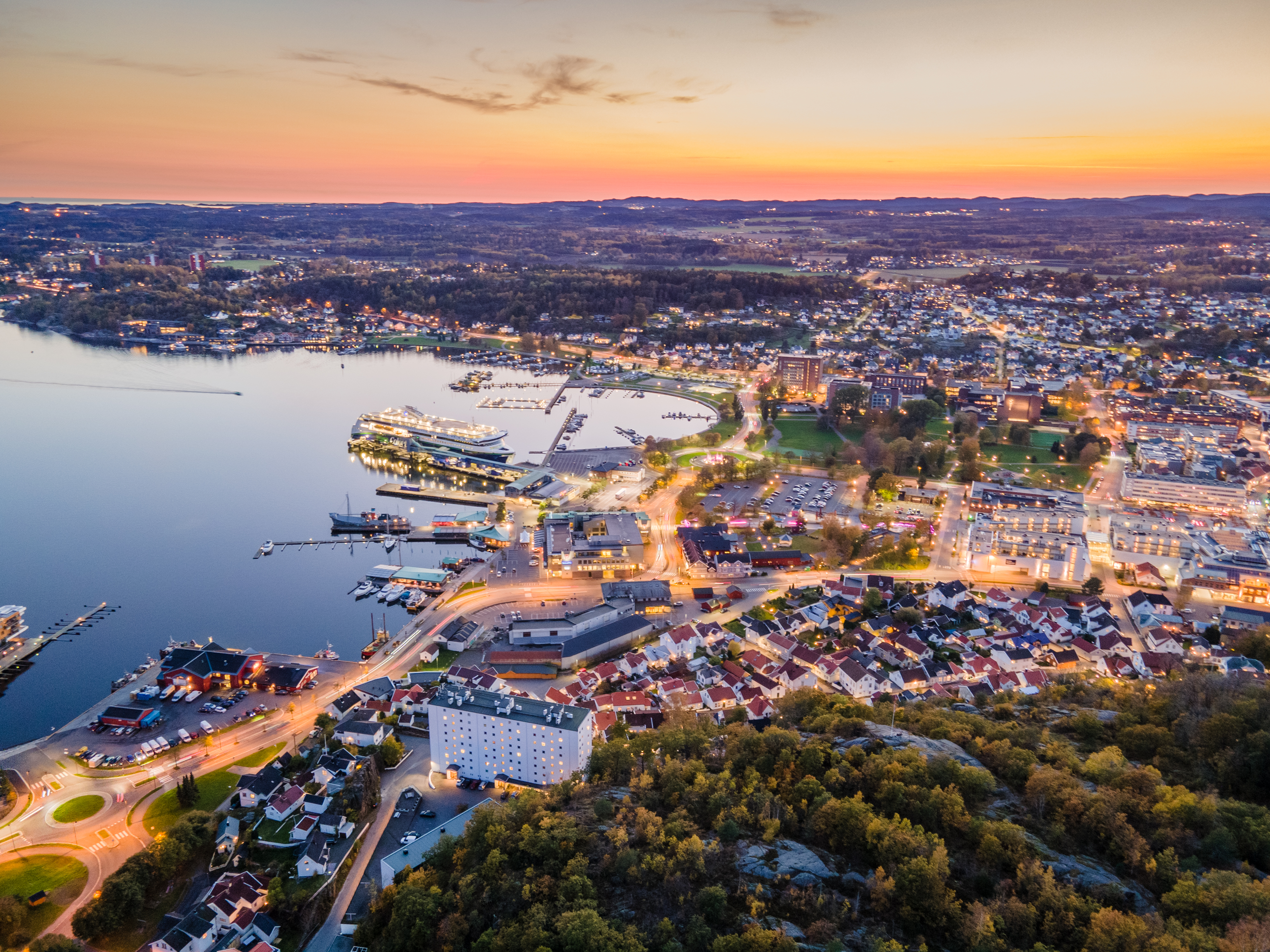
Sandefjord
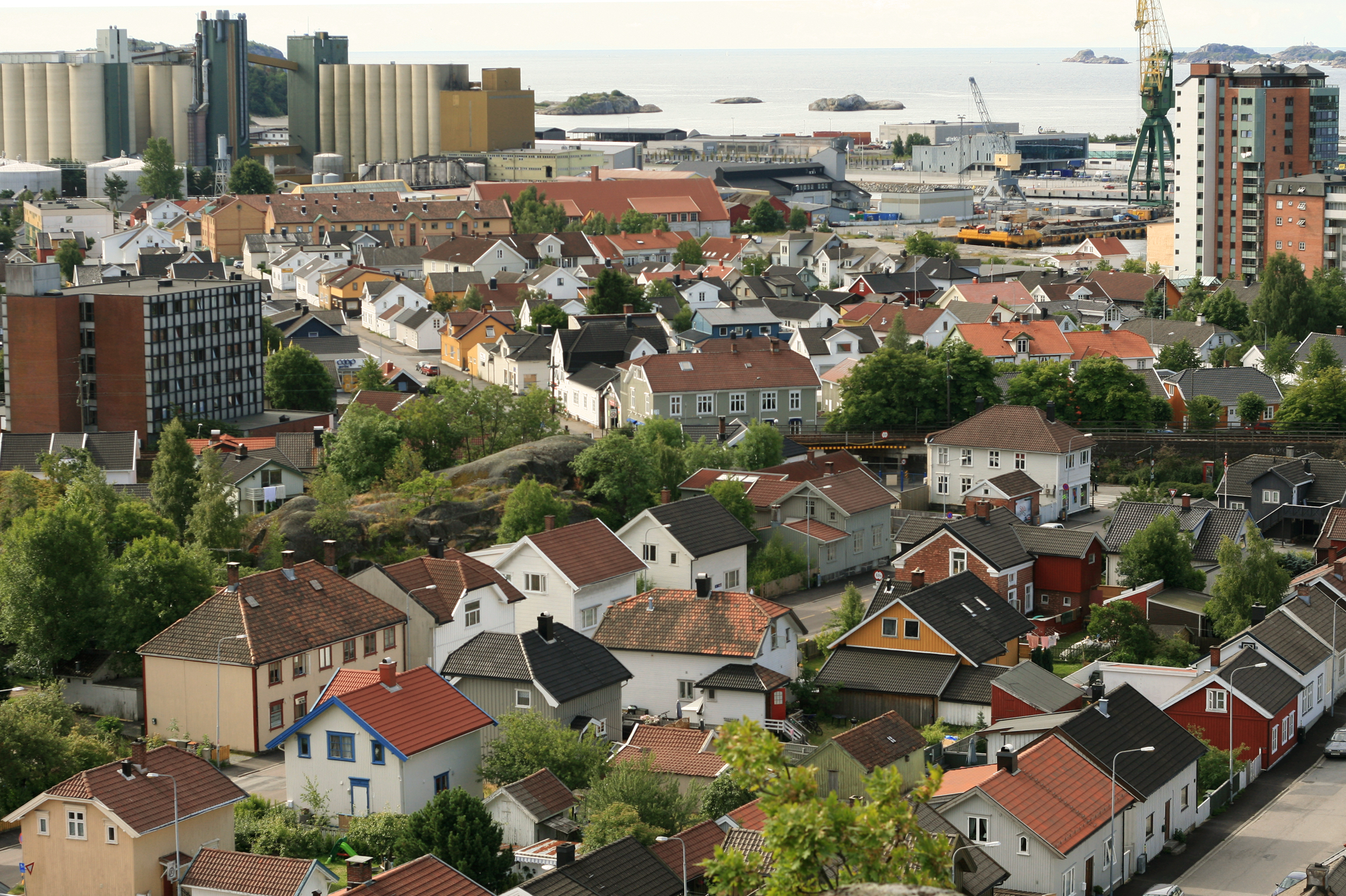
Larvik

## Name
Der Name leitet sich von der mittelalterlichen Landschaftsbezeichnung Fold her. Damals wurden Østfold und Vestfold als eine einzige Landschaft aufgefasst, die entweder Fold oder Vik (Viken) genannt wurde.

## Sonstiges
Die vorgelagerte Insel Bastøy (Fläche: 2,6 km²) ist eine Gefängnisinsel (Bastøy landsfengsel) mit ca. 100 Insassen.
Die Landschaft ist namensgebend für die Vestfoldbane, eine 149 km lange Eisenbahnstrecke in Norwegen, die von Drammen durch Vestfold bis nach Skien in der ehemaligen Provinz Telemark führt.